# ꭦ
Cette page contient des caractères spéciaux ou non latins. S’ils s’affichent mal (▯, ?, etc.), consultez la page d’aide Unicode.
Le dz crochet rétroflexe (minuscule : ꭦ) est une lettre additionnelle de l’écriture latine qui est utilisée dans certaines notations phonétiques dérivées de l’alphabet phonétique international utilisées en sinologie.

## Représentations informatiques
Le dz crochet rétroflexe peut être représentée avec les caractères Unicode (Alphabet phonétique international) suivants :
| formes    | représentations | chaînes de caractères | points de code | descriptions                                           |
| --------- | --------------- | --------------------- | -------------- | ------------------------------------------------------ |
| minuscule | ꭦ               | ꭦ                     | U+AB66         | lettre minuscule latine digramme dz crochet rétroflexe |